# نانو در معماری پایدار
باتوجه به افزایش روزافزون تولید گازهای گلخانه‌ای و گرم شدن کرهٔ زمین و به خطر افتادن محیط زیستو اهمیت پایایی  انرژی و تولید انرژی‌های پاک حضور معماری در این عرصه بسیار مهم و قابل توجه است. امروزه معماری پایدار در تمام زمینه‌های مربوطه از مسایل روز دنیای معماری است که فناوری نانو در این زمینه نقش پررنگی را بخصوص از طریق مواد و مصالح مصرفی ساختمان می‌تواند ایفا کند. این نقش به‌طور مثال در چگونگی پراختن به این موارد که چطور می‌توان به کمک فناوری نانو مواد و مصالحی با استحکام بیشتر سبک تر و ارزان تر را نسبت به مواد فعلی در اختیار داشت چگونگی مقاوم کردن بیشتر مواد و مصالح در برابر تغییرهای جوی و باران‌های اسیدی و خوردگی‌های ناشی از واکنش‌های شیمیایی در حین اجرا و ساخت عایق کردن مواد ومصالح در برابر گرما و سرما و صوت در جهت کاهش مصرف انرژی و اینکه فناوری نانو در این زمینه‌ها به چه دستاوردهایی رسیده یا خواهد رسید مورد بررسی قرار می‌گیرد. همچنین استفاده از مواد و مصالح هوشمند و حتی خود ترمیم به کمک این فناوری بررسی نانو تیوب‌ها و نانووایرها و نقش آن‌ها در جهت بهبود مسایل فوق و همچنین استفاده از حسگرهای زیستی برای درک محیط اطراف و دستاوردهای این فناوری روز دنیا در جهت تولید و نور که در ساختمان‌ها و فضای معماری بسیار دارای اهمیت است.
خلق پوشش‌هایی به ضخامت یک اتم متشکل از ابرمتریال‌های انرژی‌زا که هم چون لباسی، ساختمان را در بر خواهند گرفت، معماران را قادر می‌سازد ساختمان‌هایی پیچیده با قوس‌هایی ظریف طراحی کنند که حمل‌کننده باتری‌های خورشیدی هستند؛ استودیوهای شخصی و تلفن‌های خورشیدی می‌توانند انرژی «لباس ساختمان» را برای شارژ باتری‌های خود در اختیار بگیرند. نانوکامپوزیت‌ها که از متریال‌های رایج مانند استیل، بتن، شیشهو پلاستیکبه دست می‌آیند، کارایی،پایایی، و نسبت طول به وزن مصالح را بهبود می‌بخشند. نانولوله‌های کربنی، نورپردازی کوانتوم‌دات‌ها و نانوسنسورهادر تعامل با یکدیگر محیط را حس می‌کنند، برنامه‌ریزی می‌شوند، انرژی را به هم تبدیل می‌کنند و در نهایت با هم ساختمانی قوی‌تر، باهوش‌تر و با حساسیت محیطی بیشتر تولید خواهند کرد.
این چشم‌انداز بی‌نظیر دست یافتنی است؛ زیرا ذرات رفتارهای متفاوتی در مقیاس نانو دارند، فضایی که قوانین فیزیک کوانتوم بر آن حاکم است. در دنیای کوانتوم می‌توان رنگ، فرام و ظاهر اشیا را بسیار ساده‌تر از مقیاس ماکرو تغییر داد. خواص بنیادین مواد نظیر استحکام، نسبت سطح به جرم، رساناییو الاستیسیته می‌توانند طوری طراحی شوند که مصالح متفاوت و مهیجی را خلق کرد.
دیدن جهان اتم به معنای عادی کلمه میسر نیست، چون خواص آن کوچکتر از طول موج نور قابل دیدن است. اما با ساخت میکروسکوپ در سال ۱۹۸۱ توسط پژوهشگرانشرکت آی‌بی‌ام، این امکان به دانشمندان داده شد که برای اولین بار اتم‌ها، مولکول‌ها و پستی و بلندی‌ها در مقایس جهان نانو را ببینند.

## نانو
نانو، که برای تعیین یک میلیاردم یا ۱۰ یک کمیت استفاده می‌شود برابر است با یک میلیاردم متر که این اندازه تقریباً معادل نصف ضخامت یک مولکول دی ان ا است. مواد نانو به عنوان موادی که حداقل یکی از ابعاد آن (طول، عرض، ضخامت) زیر  صد نانو متر باشد تعریف شده‌اند.
انتظار می‌رود که نانوتکنولوژی نیاز بشر را به مواد کمیاب کمتر کرده و با کاستن آلاینده‌ها، محیط زیستی سالم‌تر را فراهم کند. برای مثال مطالعات نشان می‌دهد در طی ۱۰ تا ۱۵ سال آینده، روشنایی حاصل از پیشرفت نانوتکنولوژی، مصرف جهانی انرژی را تا ۱۰ درصد کاهش داده، باعث صرفه جویی سالانه ۱۰۰ میلیارد دلار و همچنین کاهش آلودگی هوا به میزان ۲۰۰ میلیون تن کربن شود. همچنین با وجود آنکه بیش از ۷۰ درصد از سطح زمین با آب پوشیده شده‌است، تنها کمتر از ۳ درصد از آن آب شیرین است. از این مقدار ۷۹ درصد به قله‌های یخی و ۲۰ درصد به آب‌های زیرزمینی تعلق دارد و تنها ۱ درصد آن شامل دریاچه‌ها و چاه‌ها است که به راحتی به دست می‌آید که فناوری نانو تحول بخش‌های مختلف صنعت آب نظیر ساخت سدها، حفاظت خطوط لوله آب، تصفیه آب، پساب و شیرین‌سازی آب را در بر می‌گیرد.

## پایایی  به مثابه ضریب هوشی
یک ساختمان هوشمند، ساختمانیست که خود فکر می‌کند و با سنجیدن نیازهایش، در جهت رفع آن گام برمیدارد؛ همچنین ضمن بررسی و درک وضعیت خود و برآورد میزان سالم بودن، در صورت نیاز، تعمیرات لازم را به‌عمل می‌آورد. نانوساختارها تلاش بی‌وقفه طراحان و معماران برای رسیدن به فرم‌های جدید، سازگار با محیط و عملکردگرا را به نتیجه می‌رسانند. این یک رؤیای علمی- تخیلی نیست، زیرا علم نانو خیلی سریع‌تر از یک واقعیت رخ خواهد داد...
معماری سنتی، وابسته و محدود به چند عامل مهم است:
نیروهای طبیعی، فرهنگ بشری و نیازهای طبیعی وی. اما این مباحث در معماری مدرن، و با استفاده از فناوری نانو قابل رفع خواهند بود. بدین ترتیب که:
نیروهای طبیعی که روزگاری مایه وحشت انسان بودند، عاملی هستند که وی انرژی مورد نیاز زندگی خود را از آن‌ها تأمین خواهد کرد.زلزلهو نیروهای مکانیکیو مخرب، می‌تواند در ساختمان ذخیره شود؛ همانطور که انرژی جنبشی، در یک فنر بصورتپتانسیل آن درمی‌آید، زلزله یا حرکت جانبی ساختمان، به‌طور نمونه در پیزوالکتریک‌ها ذخیره گشته و در ساختمان استفاده می‌شود. هم چنین مصالح جدید، دیگر در مقابل زلزله پایایی  نخواهند کرد، بلکه با آن هماهنگ می‌شوند. مواد نورتاب لومینسانسانرژی وارده را در طول موج‌های قابل رویت بازتاب می‌دهند و انرژی باد در ساختمان‌های بلند، نه تنها نگرانی در پی ندارد بلکه انجام تهویهٔ هوا را به عهده خواهد داشت.
آئروژل‌های متخلخلی که امروزه به عنوان عایق در ساختمان‌ها استفاده می‌شود تنها نمونه‌ای آغازین از توانایی نانوکریستال‌های سنتز شده از طریق تکنیک سل-ژل محسوب می‌شوند که نقشی فراگیر در جهت مباحث پایایی  و زیست‌محیطی بر عهده خواهند گرفت؛ همچنین نقشی دیگر از آن‌ها در شیشه‌های هوشمند است که در هنگام تابش شدید نور آفتاب تیره و مات می‌شوند و هنگام تابش ضعیفتر شیشه‌ها روشن‌تر می‌شوند. بدیهی است این مکانیزم ساده تحولی عظیم در بهینه‌سازی و پایایی  شرایط آسایش ایجاد کرده و همچنان خواهد کرد. نور خورشید، این منبع گرما و روشنائی، دیگر طراح را به فکر نخواهد داشت که بر اساس نورگیری ساختمان، فضاها را چیدمان کند؛ بلکه وی را آزاد خواهد گذاشت تا علاوه بر طرح آزاد، نیازی به سیستم برق رسانی نداشته باشد.
یکی از جالبترین دسته‌های مواد هوشمند که بسیار هم مورد توجه قرار می‌گیرد مواد با قابلیت تغییر رنگ (کرومیک) نام دارد. این مواد را می‌توان در دسته‌های زیر تقسیم‌بندی کرد:
- نام ماده	عامل تغییر رنگ
- فوتوکرومیک	تغییر نور
- ترموکرومیک	تغییر دما
- مکانوکرومیک	فشار یا تغییر شکل
- کموکرومیک	شرایط شیمیایی خاص
- الکتروکرومیک	تغییر ولتاژ

نکته‌ای که باید در این زمینه دقت کنیم این است که در واقع تغییر رنگی که از آن نام می‌بریم در واقع تغییر خصوصیات نوری این مواد مانند ضریب جذب، قابلیت بازتاب یا شکست است. در واقع چیزی که ما از رنگ می‌دانیم به منبع نور و طبیعت چشممان مربوط است و این تغییر رنگ در اثر یک تغییر ساختار در این مواد است.
فناوری نانو از طریق نانوتیوب‌های نیمه هادی، نانووایرها، یا نانوذرات قرار داده شده در یک پلاستیک رسانا، سلول‌های خورشیدی برایمان می‌سازد که ما را به بیشترین مرز پایایی  اقتصادی (از طریق کاهش وزن، ضخامت و در نهایت هزینه تولید) و زیست اقلیمی(استفاده از منابع انرژی پاک و غیرآلاینده) سوق می‌دهد.
شرکت نانو سولار.سلول‌های خورشیدیی ساخته است که در آن‌ها لایه‌های سلول‌های خورشیدی به راحتی روی سطوح مختلف اسپری یا چاپ  می‌شوند. شرکت کونارکا همچنین فرایندی برای ساخت پارچه‌هایی که به صورت سلول‌های خورشیدی کار می‌کنند ارائه داده است؛ و رویکرد دیگری که قادر خواهد بود شیشه‌های شفاف چند منظوره‌ای ارائه دهد که حامل سلول‌های خورشیدی نیز می‌باشند.

## بازسازی، بازیافت، باز پایایی
نانو تکنولوژی تنها، فناوری خلق فضاهای جدید و خارق‌العاده نیست، بلکه تفکر پیشین بشر را نیز ترمیم و دوباره عرضه خواهد کرد. هر ساختمان باید به گونه‌ای طراحی شود که استفاده از منابع جدید را به حداقل برساند و در پایان عمر مفید خود، منبعی برای ایجاد سازه‌های دیگر به وجود بیاورد. اغلب منابع موجود در جهان در محیط مصنوع فعلی به کار گرفته شده‌اند و ترمیم و ارتقاء وضعیت ساختمان‌های فعلی برای کاهش اثرات زیست‌محیطی، امری‌ست که از اهمیتی برابر با خلق سازه‌های جدید برخوردار است. این استفاده مجدد می‌تواند در مسیر استفاده از مصالح بازیافت شده شکل بگیرد، بازیافت ساختمان‌ها و عناصر درون آن بخشی از تاریخ معماری است. فرض کنید دوباره بتوانید در اکروپلیس، کلوسئوم یا تخت جمشید قدم بزنید و فضاها را به همان صورتی که ساخته شده و قابل استفاده بودند، لمس کنید.
در اغلب مواردی که دسترسی به منابع جدید به حداقل می‌رسد، روش‌هایی کشف می‌شوند که با آن‌ها می‌توان ساختمان‌هایی که برای یک منظور ساخته شده‌اند را برای مقاصد دیگر نیز بکار برد؛ با این حال بعضی تغییرهای ضروری می‌توانند باعث تغییر شکل اصلی سازه یا ساختمان شوند. نانوتکمی‌تواند با تغییر مصالح، تغییر کاربری و در نتیجه تغییر فضا را شامل شود. می‌توان با فناوری نانو عمر کلیسای جامع میلان وگنبد برونلسکیرا تضمین نمود و برج کج پیزا را صاف کرد.پوشش‌های نانویی ونانو روبات‌هااز ساده‌ترین نتیجه‌های نانو هستند که می‌توانند درک کنند یا به محیط اطرافشان واکنش نشان دهند. متریال‌هایی که در برابر حرکت، تغییراتی در آن‌ها رخ می‌دهد؛ حسگرهایی که روز به روز کوچکتر می‌شوند ونانو کامپوزیت‌هایی که خودشان را ترمیم می‌کنند.
بازسازی، اصلاحات و تعمیرات مواد و مصالح در سطح اتمی به‌طور موضعی و محلی دغدغه همیشگی جامعه مهندسی بوده‌است. پیشرفت‌های لیزری و نانوتیوب‌های نیروی اتمی  می‌توانند برای عرضه و فراهم‌سازی انرژی به‌طور مکانی و موضعی مورد استفاده قرار گیرند تا اتم‌ها را قادر سازند که به عقب برگردند و در جاهای درست خود و با انرژی کمتر در موقعیت‌های خود قرار بگیرند. این امکان وجود دارد تا نانو وصله‌ها (نانو تکه‌ها) یا نانوذرات مورد استفاده قرار گیرند تا داخل آن‌ها پر شود یا به آن‌ها بخیه زده شوند.
با ورود مصالح جدید به تکنولوژی ساختمان، سازه‌هایی خواهیم داشت که تحت تأثیر تغییر آرایش (خودآرایی) اتم‌ها در مقیاس نانو، معایبی چون خورندگی‌های شیمیاییدر آن‌ها مفهومی نخواهد داشت؛ بنابراین پدیده‌هایی نظیر باران‌های اسیدی، مکانیزم‌های شیمیایی حین اجرا و ساخت و دمای هوا دیگر به عنوان عوامل مخرب و محدودکننده مطرح نخواهند بود.

## نتیجه
نانو تکنولوژی یا کاربرد فناوری در مقیاس یک میلیونیم متر، جهان حیرت انگیزی را پیش روی دانشمندان قرار داده است که در تاریخ بشریت نظیری برای آن نمی‌توان یافت. پیشرفت‌های پرشتابی که در این عرصه به وقوع می‌پیوندد، پیام مهمی را با خود به همراه آورده‌است: بشر در آستانه دستیابی به توانایی‌های بی‌بدیلی برای تغییر محیط پیرامون خویش قرار گرفته‌است و جهان و جامعه‌ای که در آینده‌ای نه چندان دور به مدد این فناوری جدید پدیدار خواهد شد، تفاوت‌هایی بنیادین با جهان مالوف آدمی در گذشته خواهد داشت.
در عصر پسامدرن و دنیای در حال توسعه مبتنی بر فناوری، انرژی و دست‌یابی به منابع نامحدود و پاک در جهت حفظ و پایایی  این گهواره خاکی از بزرگ‌ترین چالش‌های بر سر راه جوامع بشری، سازمان‌های محافظ محیط زیست و دولت‌ها است. این امر نشانگر این است که تمام گروه‌های علمی، صنعتی، اجتماعی و فرهنگی موظف هستند تا با آگاه‌سازی، تبیین و تعیین راهکارها و روش‌های جوابگو برای اصلاح رویکردهای مصرف انرژی و در نهایت رسیدن به خواسته و هدف فعلی بشر یعنی پایایی  محیط زیست این کره خاکی گام بردارند.
فناوری نانو می‌تواند پاسخ مناسبی برای این امر خطیر باشد. با استفاده از این فناوری می‌توانیم منابع مختلفی، از نانو سلول‌های خورشیدیگرفته تا سلول‌های سوخت هیدروژنیو باتری‌های نانویی - که می‌توانند تا پنج برابر قوی‌تر، ده برابر مؤثرتر و میلیون‌ها بار فشرده‌تر و بهتر عمل کنند  را در اختیار داشته باشیم. فراورده‌ها و محصولات نانو تکنولوژی می‌توانند در عرض چند روز طراحی و در عرض چند ساعت به نقاط مختلف دنیا توزیع شوند و این قابلیت وجود دارد که این محصولات را از پیش طراحی کرد.
نانوسرامیک‌های ضد باکتری و خود تمیز شونده که در پوشش‌های نهایی به صورت لعاب مورد استفاده قرار می‌گیرند و در استحکام بخشیدن نیز بسیار مؤثر هستند؛ چوب‌های کاملاً نسوز که از نظر عایق صدا (آکوستیک) و حرارتی بسیار قوی‌تر از چوب‌های فعلی می‌باشند و در عین حال از نظر ظاهری هیچ تفاوتی نمی‌کنند؛ شیشه‌های نازک، عایق، با مقاومت و سختی بسیار بالا و هوشمند در مقابل تغییرات جوی؛بتنهای با انعطاف‌پذیری بالا، سبک‌تر و محکم‌تر و در عین حال عایق در برابر آب و رطوبت و عبور دهنده نور طبیعی؛ و فولادهای مقاوم در برابر پوسیدگی و خوردگی و ... ؛ که تمامی این پدیده‌ها تنها چشم‌اندازهایی نزدیک و در دسترس از این فناوری را نمایان می‌کنند.
نانو الیاف‌های کربنی،لیفچه‌هاو دیگرنانومتریال‌ها، دیوارها و بام‌هایی را برای ما می‌سازند که از کاغذهای نازک نامرئی پوشیده شده‌است و با خواص الکتریکی متنوع خود درتعامل بانانوسنسورها و کوانتومدات‌ها بر جاذبه غلبه خواهند کرد؛ نانو تراشه‌هایی که مانند یک ابررسانای کوچک، همه اطلاعات را از خود عبور می‌دهند یا در خود ذخیره می‌کنند. فناوری نانو به ما این قدرت را می‌دهد تا بتوانیم دیوارهای ضد سایش، ضد حریق
و سطوح ضد انعکاس و هم چنین کف ضد لغزش اجرا کنیم. مصالحی با سختی الماس و شکل‌پذیری پلاستیک و نازکتر از یک صفحه کاغذ که مسلماً با قابلیت‌های نوین خود، معماران دیگر محدود نخواهند بود و فکر اجرای طرح، ایده آن‌ها را محدود نخواهد کرد.
بوسیله روش رسوب‌گذاری الکتریکیو در نتیجه داشتن پنجره‌های الکتروکرمیکحاوی نوار جذبی نوری می‌توان گرما را پراکنده کرده و خواص را بسته به محیط تغییر دهیم. با مصالحی که توانایی تغییر و تطبیق چگالی، شکل، رنگ، حجم و حالت را با محیط دارند، زمان و مکانی که بر شئ معماری مرتبط است - یعنی تاریخ و اصالت معماری - ثابت نخواهد ماند و با تغییر محیط اطراف در هر زمان و مکانی متحول خواهند شد. در نتیجه فناوری نانو در عصر تله پورتیشن منجر به پیدایش مگاپولیس‌ها و فضاهای مجازی خواهد شد که در آن‌ها جوامع بشری تبدیل به محیط‌هایی کاملاً برنامه‌ریزی شده خواهند شد. شهرهایی که دیگر نیازی به کابل‌های برق و لوله‌های توزیع گاز نخواهند داشت و هر بنا خود یک منبع انرژی خواهد بود در چنین جامعه‌ای تمامی مجموعه‌های روباتیک به گونه‌ای برنامه‌ریزی و طراحی می‌شوند که از هر نظر اعم از فرم، رنگ، بافت، چگالی و غلظت قابل تغییر و برنامه‌ریزی بوده، با یکدیگر و با انسان‌ها در ارتباط و کنش متقابل قرار می‌گیرند.
رفتار سازه‌ها و ساختمان‌ها کاملاً عملکردگرا و زمینه گرا می‌شوند. آن‌ها قادر خواهند بود که با انواع دما، جریان‌های هوا، مصرف انرژی و دیگر شرایط اقلیمی، زمین‌شناسی و ... هوشمندانه وفق داده شوند. تمام این شرایط نیز توسط برنامه‌ریزان طراحی به صورت داده‌های خام به ساختمان و سازه‌های آن داده می‌شود تا در صورت مواجهه با تغییر هر عامل مؤثر بر شرایط زندگی انسان، در جهت رسیدن به محدوده آسایش او، با محیط سازگار شود.
اما این جا یک سؤال مطرح می‌شود که "نانو ساختارها چه می‌خواهد باشد؟" معماران معتقدند که ساختمان‌ها با آن‌ها صحبت می‌کنند و نیازها و نقاط ضعف خود را به آن‌ها می‌گویند. ولی اگر ساختمان‌ها دارای هوش مصنوعی باشند، معمار چه وظیفه‌ای در قبال این ساختمان‌های هوشمند خواهند داشت؟
فضاهای آینده ممکن است هیچ شباهتی به ابنیه قرن حاضر نداشته باشندو مصالح آن‌ها گامی فراتر از مصالح کنونی می‌باشند، زیرا که معیارهای محدودکننده آن نقشی در ساختمان‌های آینده نخواهد داشت. زمان ساخت و ساز در حال حاضر طولانی بوده که به مرور زمان کاهش خواهد یافت. واضح است که دستاوردهای فناوری نانو صنایع آینده را رقم خواهد زد. تغییر و تحولات در عرصه معماری، نقش پررنگ این فناوری را نشان می‌دهد. فناوری نانو نویدبخش فرم‌های جدید، عملکردهای تازه و ارتباط نوین بین مردم، ساختمان و محیط است.
نقش و عملکرد معماران در این شرایط، از بخش طراحی فراتر رفته و به شناسایی و چگونگی عملکرد سیستم‌ها –تحت اختیار کاربران آنها- سوق داده خواهد شد. زمانی که جوامع بشری به نقطه‌ای برسند که محیط پیرامون آن کاملاً تحت فرمان انسان قرار گرفته، در این صورت فعالیت یک معمار شکل کاملاً متفاوت از آنچه امروزه شاهد آن می‌باشیم به خود خواهد گرفت.
آرشیتکت‌ها به اقتضای حرفه‌شان، مشاوران بسیار خوبی می‌باشند و در کار گروهی عملکردی عالی دارند؛ و به همان صورتی که از گذشته تاکنون با صنعت‌گران و تولیدکنندگان همکاری و مشارکت داشته‌اند، این همکاری در آینده نیز به همین صورت تداوم خواهد یافت. با این تفاوت که اساس این تولیدات در آینده تولیدات مولکولی خواهد بود.
وجود محصولات نیمه رسانایی نظیر کوانتوم‌دات‌ها و چشمه‌های کوانتومی، پیش برنده مسایل زیست‌محیطی و اکو سیستم‌ها خواهند بود. منابع انرژی پایدار و تجدید شدنی گسترش خواهند یافت. فقدان شبکه‌های انرژی با مطرح شدن انرژی‌های برتر و انرژی پاک برطرف خواهد شد. فناوری نانو در حال حاضر پیشرفته‌ترین فناوری بشر است و اهمیت آن از نیروهای برتر هم به مراتب بیشتر است.
دانشجویان دانشگاه ایالتی بال با همکاری موسسهفناوری ایلینویزساختمان‌هایی را طراحی می‌کنند که در آن‌ها از نانومواد استفاده می‌شود. انتظار می‌رود این ساختمان‌ها طی ۲۰ سال آینده به‌طور انبوه ساخته شوند. این ساختمان‌ها در برگیرنده قطعات مبتنی بر ساختار نانولوله‌های کربنی، روشنایی مبتنی بر نقاط کوانتومی و نانوسنسورهایی است که به همراه هم ساختمان‌هایی مستحکم‌تر، هوشمندتر و حساس تر نسبت به محیط را ایجاد خواهند کرد. در پروژه این دانشجویان قطعات مبتنی بر نانولوله‌ها، ساخت دیوارهای شفاف و مقاوم در برابر فشار، بدون نیاز به ستون و حایل را ممکن می‌کنند. به گزارش ایسنا با استفاده از نقاط کوانتومی می‌توان دیوارها و سقف‌های روشن یا با رنگ متغیر از طریق زدن یک کلید، ساخت. نانوسنسورها در عناصر ساختمان محیط هوشمندی را ایجاد می‌کنند که در آن ساختمان‌ها دائماً با محیط خود منطبق می‌شوند.
فناوری نانو در صنایع ساختمان هم نقش بسزایی دارد، در این راستا بیشترین سهم را صنایع فولاد، شیشه وبتن ایفا می‌کنند. کاربرد نانو ذرات در صنعت ساختمان که مهم‌ترین آن هانانولوله‌های کربنیودی اکسید تیتانیومهستند، عموماً" در سازه‌های اصلی باعث افزایش خواص مکانیکی نمونه‌ها شده و در بخش نازک کاری نیز کاربرد نانو پوشش‌ها در نمای داخلی وخارجی ساختمان‌ها نیز از اهمیت ویژه‌ای برخورداراست. نانو پوشش‌های ساختمان ضمن اینکه باعث دفع آب شده وجذب کثیفی را به حداقل می‌رسانند، نمای ساختمان را در مقابل اشعه یو وی مقاوم می‌سازند. ایننانو پوشش‌هادر سطوحی از جمله؛ سیمان، آجر، سفال،  سنگ معمولی، کاشی، مرمر، چوب، سرامیک، شیشه، فولاد وبتن به کار می‌روند. ساخت بتن تقویت شده، خود تعمیرکننده و خود تمیز شونده، شیشه‌های خود تمیز شونده، مقاوم در برابر آتش وکنترل‌کننده انرژی و در نتیجه صرفه جویی درمصرف انرژی، استفاده از رنگ‌های حاصل ازعلم نانوکه باعث عدم نفوذ باکتری‌ها به ساختمان‌های اداری، مسکونی، بیمارستان هاوغیره شده و به آنهاعمری طولانی، محیطی عاری از باکتری و ماهیتی غیرقابل کثیف شدن وفرسودگی می‌بخشند نیز از دیگر کاربردهای مهم فناوری نانو در صنعت ساختمان است. بدین ترتیب به راحتی می‌توان تشخیص داد که ما با دنیای تازه‌ای به نام فناوری نانو روبروهستیم. متخصصان علم نانو بر این باورند که بعد از تولید ماشین‌های بخار، موتور و توسعه Iای تی، فناوری این علم افق‌های تازه‌ای را به دنیای انسان‌ها بازخواهد کرد. فناوری نانو، قادراست مواد را تا اندازه‌ای کوچک کند که با دوباره‌سازی آن‌ها بتوان مواد وفناوری‌های جدیدی را به دنیا عرضه نمود.
برای مثال، گل رسوسرامیک را می‌توان به ابعاد نانو درآورده و به صورت پودر با نانو پلیمرها مخلوط کرده و در محیطی خنثی مصالحی سخت ومقاوم را که نمونه آن تا به حال دیده نشده به وجود آورد.

## فناوری نانو وپوشش‌های ساختمانی
نانو پوشش‌های ساختمان درسطوح داخلی وخارجی ساختمان‌ها ازجمله: سطوح شیشه‌ای، پلاستیکی، چوبی، فولادی، سنگی، آجری، کاشی، سرامیکی، سیمانی و بتنی و... استفاده می‌شوند. در این سطوح (سطوح هوشمند) که عموماً" فوق آبدوست یا فوق آبگریزهستند واکنش‌ها بر روی سطح صورت می‌گیرد. لازم به ذکر است که نانوپوشش‌ها ساختمان  آنتی باکتریال بوده و برای سلامتی انسان بی ضررهستند.

## نانو پوشش‌های سنگ و چوب
این نانوپوشش‌های آنتی باکتریال، مقاوم در برابر آب، هوا،مواد ارگانیکیوغیرارگانیکیهستند و یکی از  پوشش‌های اصلی صنعت ساختمان به‌شمار می‌روند. نانو پوشش‌های سنگ وچوب ترکیباتی هستند که ضمن حفظ ظاهر اصلی سطح باعث عدم ایجاد چسبندگی در سطح شده و آب، چربی وسایرو آلودگی‌ها را از سطح دفع می‌کنند. ضمناً" نانو پوشش‌های سنگ وچوب برای سطوح سنگی نفوذ پذیرکه خاصیت مکندگی دارند نیز موارد استفاده بسیاری دارند. ترکیبات این نانو پوشش‌ها معمولاً" شامل الماس، نقره، شیشه و سرامیک می‌باشند و با توجه به موارد مصرف  ممکن است متفاوت باشند، اما در اکثرآن‌ها فاز حامل آب والکل است وذرات آن‌ها تا ۳۰۰ درجه سانتیگراد مقاوم هستند.

## مزیت‌ها
پوشش سطوح منفذ دار، حفظ تنفس سطوح، حفظ سطوح در برابرعوامل محیطی، امکان تمیز شدن لک‌ها ازجمله؛ چربی‌ها وروغن‌ها با آّب، جلوگیری از ایجاد کپک، جلبک و مشابه آن‌ها و محافظت سطوح ازتاثیرنم وکثیفی‌ها.

## موارد مصرف
سطوح چوبی
نانوپوشش‌های سنگ وچوب، علاوه بر استفاده در سطوح چوبی معمولی برای سطوح چوبی جلادار وسطوح چوبی رنگ شده هم مورد استفاده قرارمی‌گیرند. درسطوح چوبی جلادارسه ماه پس ازاعمال جلا مورد استفاده قرارمی‌گیرند و برای سطوح چوبی  رنگ شده ازنانوپوشش‌های چند منظوره استفاده می‌شود.
سیمان‌های الیافی:ساختمان‌هایی که با سیمان‌های الیافیساخته می‌شوند پس از مدتی به منبع لکه وکثیفی تبدیل می‌شوند. سیمان استفاده شده درنمای ساختمان‌ها، کثیفی هاوکپک‌ها رامکیده وباتاثیر نورخورشید آن‌ها رابخوبی درداخل ماتریس جایگزین می‌کند و دورکردن این لکه‌ها  وکثیفی‌ها کار بسیار مشکلی است. استفاده ازنانوپوشش‌های سنگوچوب درنمای ساختمان باعث عدم نفوذ کثیفی‌ها، باکتری‌ها و غیره به داخل ماتریس می‌شوند وظاهر اولیه نما را به خوبی حفظ می‌نمایند.
آجرها وسرامیک‌ها
درخت‌های بزرگ اطراف ساختمان‌ها با به جا گذاشتن آثار خود بر روی سطوح ساختمان‌ها باعث می‌شوند نمای ساختمان‌ها به مرور زمان رنگ سبز درختان را به خود گرفته و برای تمیز کردن آن‌ها می‌بایست ازابزارتمیزکننده بافشارهای قوی استفاده شود، اما این عمل نیز باعث می‌شود پس از چند ماه در سطح ساختمان چسبندگی بیشتری ایجاد شود و سریع تر وراحت تراز قبل کثیفی‌ها را به خود جذب کنند در این گونه موارد نیز استفاده از با نانوپوشش‌های سنگ وچوب ضروری به نظر می‌رسد.
ماسه سنگ‌ها و بتن گازی
بتن گازیوماسه سنگ‌هایی که ساختار سفید رنگی دارند واغلب در آتلیه‌ها و ایوان‌هابه کار می‌روند، کثیفی‌ها وچربی‌ها را جذب کرده وظاهر آن‌ها خیلی سریع به صورت نامطلوبی تغییرمی‌کند. در این شرایط استفاده ازتمیزکننده‌های بافشار بسیار قوی نیز کارساز ناست. اما در صورت استفاده از نانو پوشش‌های سنگ وچوب درحالی که به سطح اجازه تنفس داده می‌شود، باعث عدم نفوذ مواد به سطح می‌شوند، بدین ترتیب رنگ وساختار اصلی سطح حفظ می‌شود.
کاشی‌ها و لوح‌های سنگی
استفاده ازنانوپوششهای سنگ وچوب باعث می‌شوند ساختمان‌ها همراه با باغچه‌ها و مجسمه‌های اطراف آن‌ها از تأثیرات محیطی محفوظ مانده و به مرورزمان در رنگ آن‌ها تغییری ایجاد نشود.
شیشه
نانو پوشش‌های شیشه در صنایع ساختمان واتومبیل بیشترین کاربرد را دارند، در ادامه به برخی ازکاربردهای آن‌ها در صنایع ساختمانی اشاره شده‌است.
شیشه‌های خود تمیز شونده
این نوع نانو پوشش‌ها، باضخامت چند نانومتر در سطح شیشه یک فیلم آب دوست تشکیل می‌دهند، سطح هیدروفیل آن‌ها از تأثیر نور خورشید یک فوتوکاتالیستتشکیل داده و آب جمع شده در سطح، در مقابل نیروی جاذبه زمین میزان آب/هوارا بر روی خود افزایش داده وبدین ترتیب آب جمع شده در سطح تماماً" پخش شده وبخودی خود امکان تمیز شدن رابوجود می‌آورد.
نانوپوشش‌های استفاده شده بر روی شیشه پس از شش هفته خاصیت خود تمیزشوندگی را از خود نشان می‌دهند. بنا به گفته متخصصین نانوذرات موجود در این نانو پوشش‌ها دارای دو خاصیت است؛ یکی از آن‌ها فوق العاده هیدروفیل بودن آن است، دیگر آن که دارای خاصیت ضدعفونی‌کنندگی است، زیراقادربه شکستن وتجزیه آلاینده‌های آلی است. این تأثیرپس ازگذشت چند هفته در شیشه ایجاد می‌شود، زیرا تیتانیوم دی اکساید باید در داخل ماتریس شیشه جایگزین شده، و شیشه‌ها را از کثیفی‌های موجود رها کرده و سپس کثیفی‌های محیط را به صورت کاتالیتیک تجزیه نموده و از بین ببرد. خاصیت پخش شوندگی مساوی آب در سطح باعث می‌شود بدون اینکه لکه‌ای باقی بماند سطح ازکثیفی‌هاعاری شود.
شیشه‌های کنترل‌کننده انرژی
این نوع شیشه‌ها ضمن دارابودن تنوع دررنگ وسایر خصوصیات، قادرند باکاهش شدید امواج ماوراء بنفش ومادون قرمز عبوری وتنظیم عبور نورمرئی، در زمستان تا ۸۵درصد و در تابستان تا ۸۰درصد از هدر رفتن انرژی داخل ساختمان جلوگیری کرده و در صرفه جوئی مصرف انرژی، نقش بسزائی داشته باشند.
شیشه‌های محافظ در برابر آتش
شیشه‌های محافظ دربرابر آتش نیز یکی دیگراز دستاوردهای فناوری نانو است. این محصول از طریق قراردادن یک لایه شفاف محتوای نانو ذرات سیلیس (SiO2) درمیان دو صفحه شیشه‌ای ساخته می‌شود که در هنگام گرم شدن شیشه این لایه شفاف تبدیل به محافظی سخت، تیره ومقاوم دربرابر آتش می‌شود.
بتن
تحقیقات بسیاری در زمینه بکارگیری فناوری نانو درساختمان بتن در حال انجام است به منظور درک این مطلب در سطح علم پایه از فناوری‌هایی مانند؛ میکروسکپ‌ها که برای مطالعه در مقیاس نانو ساخته شده‌اند استفاده می‌شود
نانوسیلیس‌ها
با استفاده از نانوذرات سیلیس می‌توان میزان تراکم ذرات را در بتن افزایش داده که این به افزایش چگالی میکرو ونانوساختارهای تشکیل دهنده بتن و در نتیجه ویژگی‌های مکانیکی می‌انجامد. افزودن نانوذرات سیلیس به مواد بر مبنای سیمان هم موجب کنترل تجزیه شیمیایی ناشی از (کلسیم- سیلیکات - هیدرات)، که در اثر نشست کلسیم در آب رخ می‌دهد، ونیز جلوگیری از نفوذ آب به داخل بتن می‌شود که هردوی این موارد دوام بتن را افزایش می‌دهند.
نانولوله‌های کربنی
تحقیقات گسترده‌ای در خصوص کاربردهاینانولوله‌های کربنیدر حال انجام است وتاکنون خواص قابل ملاحظه‌ای از آن‌ها کشف شده‌است؛ برای مثال باوجود اینکه چگالی آن‌ها یک ششم چگالی فولاد است،مدول یانگآنهاپنج برابر واستحکام آن‌ها هشت برابر فولاد است. درصورت افزودن نیم الی یک درصد وزنی از این نانولوله‌ها به ماتریس بتن خواص نمونه‌ها به‌طور قابل توجهی بهبود می‌یابد. (نانولوله‌ها ی کربنی به صورت‌های تک جداره ویاچند جداره مورد استفاده قرار می‌گیرند.
برخی از انواع نانوذرات درچسب‌های مختلف ونحوه تأثیر آن‌ها بر روی ویژگی‌های کلیدی مرتبط با فرسایش بتن؛ مانند ممانعت ازانتقال یون‌های کلر، مقاومت دربرابر دی‌اکسید کربن، پخش بخار آب، جذب آب وعمق نفوذ هدایت می‌شوند.  نوعی حلال متشکل از رزین اپوکسی باوزن ملکولی پایین ونانوذرات رس، نتایج امیدوارکننده‌ای را در این زمینه نشان داده است.
نانوذرات اکسید آهن یا هماتیت
درصورت اضافه نمودن نانوذرات اکسید آهن به ماتریس بتن علاوه بر افزایش مقاومت بتن، پایش سطوح تنش بتن را از طریق اندازه‌گیری مقاومت الکتریکی برشی امکان‌پذیر می‌سازد.
نانوذرات دی‌اکسید تیتانیوم:نانو ذرات دی‌اکسید تیتانیوم هم برای بهبود ویژگی‌های بتن در نمای ساختمان‌ها به عنوان پوشش بازتاب‌کننده مورد استفاده قرار می‌گیرد. این نانو ذرات از طریق واکنش‌های فوتوکاتالیستی قوی قادر به شکستن وتجزیه آلاینده‌های آلی،ترکیبات آلی فرار وغشای باکتریاییهستند، به همین جهت برای ایجاد خاصیت ضدعفونی‌کنندگی به رنگ‌ها، سیمان‌ها وشیشه‌ها اضافه می‌شوند. بتن حاوی دارای رنگ سفید و درخشندگی خاصی است و این درخشندگی رابطور مؤثری حفظ می‌نماید. درحالی که ساختمان‌های ساخته شده بابتن معمولی فاقد چنین ویژگی هستند.
فولاد
فولاد یکی از فلزات بسیار مهم در صنعت ساخت وساز است. تحقیقات نشان داده است اضافه نمودن نانو ذرات مس به فولاد از ناهمواری‌های سطحی فولاد می‌کاهد و در نتیجه تعداد عوامل افزایش دهنده تنش و در نهایت ترک خوردگی‌های ناشی از خستگی سازه‌هایی مانند پل‌ها و برج‌ها، که در آن‌ها بارگذاری به‌طور متناوب انجام می‌گیرد رامحدود می‌سازد.
حسگرها
حسگرها ی مبتنی برفناوری نانو نیز می‌توانند به نوبه خودکاربردهای زیادی در سازه‌های بتنی داشته باشند؛ برای کنترل کیفیت ودوام بتن، این حسگرها می‌توانند برای هدف‌های مختلفی نظیر؛ اندازه‌گیری چگالی، میزان افت بتن، پارامترهای مؤثر دردوام بتن مانند؛ دما، رطوبت، غلظت کلر؛ دی اکسیدکربن، تنش، خوردگی میلگردهاوارتعاش طراحی شوند.
نانوفناوری، از فناوری‌های نوینی است که با سرعت هرچه تمام تر در حال توسعه بوده، قله‌های آرزوهای دست نیافتنی پیشین بشر را فتح کرده وعرصه‌های مختلف دانش را زیر سایه خود قرار داده است. این فناوری به نسبت نوظهور، بسیار فراتر از دستاوردی گذراست و به مثابه بالی برای پرواز بشر به بی کران‌های علم و دانش خواهد بود. در اصل، فناوری نانو فرایند دستکاری مواد در مقیاس اتمی و تولید مواد و ابزار، به وسیله کنترل آن‌ها در سطح اتم‌هاو مولکول هاست. از راه یافتن فناوری نوظهور نانو به گستره مهندسی ساختمان مدت زیادی نمی‌گذرد. نخستین مطالعات در زمینه کاربردهای نانوفناوری در صنعت ساختمان، به دهه ۱۹۹۰ میلادی باز نامید که مهم‌ترین کاربرد آن دربرگیرنده بهینه «فناوری تواناکننده» می‌گردد. در بخش ساختمان، فناوری نانو را می‌توان نوعی‌سازی مواد ومصالح معمولی و موجود است. ایجاد کاربردهای جدید برای مصالح و از همه مهم تر، چند منظوره کردن مصالح و ایجاد قابلیت پیشگیری از صدمه دیدن مواد، بسیار مورد توجه دانشمندان این عرصه قرار گرفته‌است. به مدد حضور فناوری نانو در این حوزه و کمک به ساخت موادی با ویژگی‌های یاد شده، می‌توان انتظار داشت که مواد و مصالح را به گونه‌ای اقتصادی تر تولید کرده و همچنین از منابع طبیعی کمتر برداشت نمود. در مقوله فناوری نانو آنچه که در وهله اول به نظر می‌رسد دوستدار بودن محیط زیست و صرفه جویی در انرژی است که آن را در زمره پیشرفت‌های بسیار عالی بشر قرار می‌دهد.